# 哈森·伊布拉音
哈森·伊布拉音（Қасен Рүстемұлы Ыбрайым 1921年5月—2006年10月15日），汉名张健民，男，哈萨克族，新疆塔城县（今塔城市）人，中华人民共和国军事将领。

## 生平
早年逃难到陕北。1932年，遇到刘志丹的陕北红军六支队，参加该部队，历任司号员、通讯员。1935年4月，参加中国工农红军。1936年3月，加入中国共产党。红军时期，历任司号员、班长、排长、保卫员、中央第一秘书处译电员，在毛泽东身边工作。抗日战争和第二次国共内战时期，历任八路军总供给部干事，延安十八兵站指导员，陕西关中警备一旅干事、副营长，冀中六分区83团团长，冀中八分区教导团团长。其间，1938年，进入中国人民抗日军政大学学习，1943年进入延安军事学院学习，1948年入华北军政大学学习。他曾参加陕南、陕甘等战役。
中华人民共和国成立后，参加抗美援朝战争。后来历任华北工兵九团副团长，第一坦克学校校务部长，装甲兵司令部作战处长，装甲坦克基地副司令员，第三坦克学校副校长、校长，装甲兵技术部、后勤部副部长，宁夏军区副司令员，济南军区装甲兵副司令员，基建工程兵副参谋长（副兵团职级）、政委、党委书记等职务。曾立二等功一次，授二级红星功勋荣誉章，三级八一勋章，三级独立自由勋章，二级解放功勋章，解放华北功勋章，抗美援朝和平荣誉奖章，修建十三陵水库奖章。1983年12月离休。此后多次回到家乡塔城。
2006年10月15日，在北京逝世，享年85岁。